# Warsaw Unit
Warsaw Unit — небоскрёб в городе Варшава (Польша). Расположен у кольцевой развязки Игнация Дашиньского в дзельнице Воля в районе Мирув. Открыт в 2021 году.

## Название
По данным компании-застройщика Ghelamco, название Warsaw Unit является данью уважения Жилой единице (фр. Unité d'habitation, англ. Housing Unit) Ле Корбюзье. Также используется написание Warsaw UNIT. Ранее, до ноября 2018 года, здание было известно как Spinnaker.

## Описание

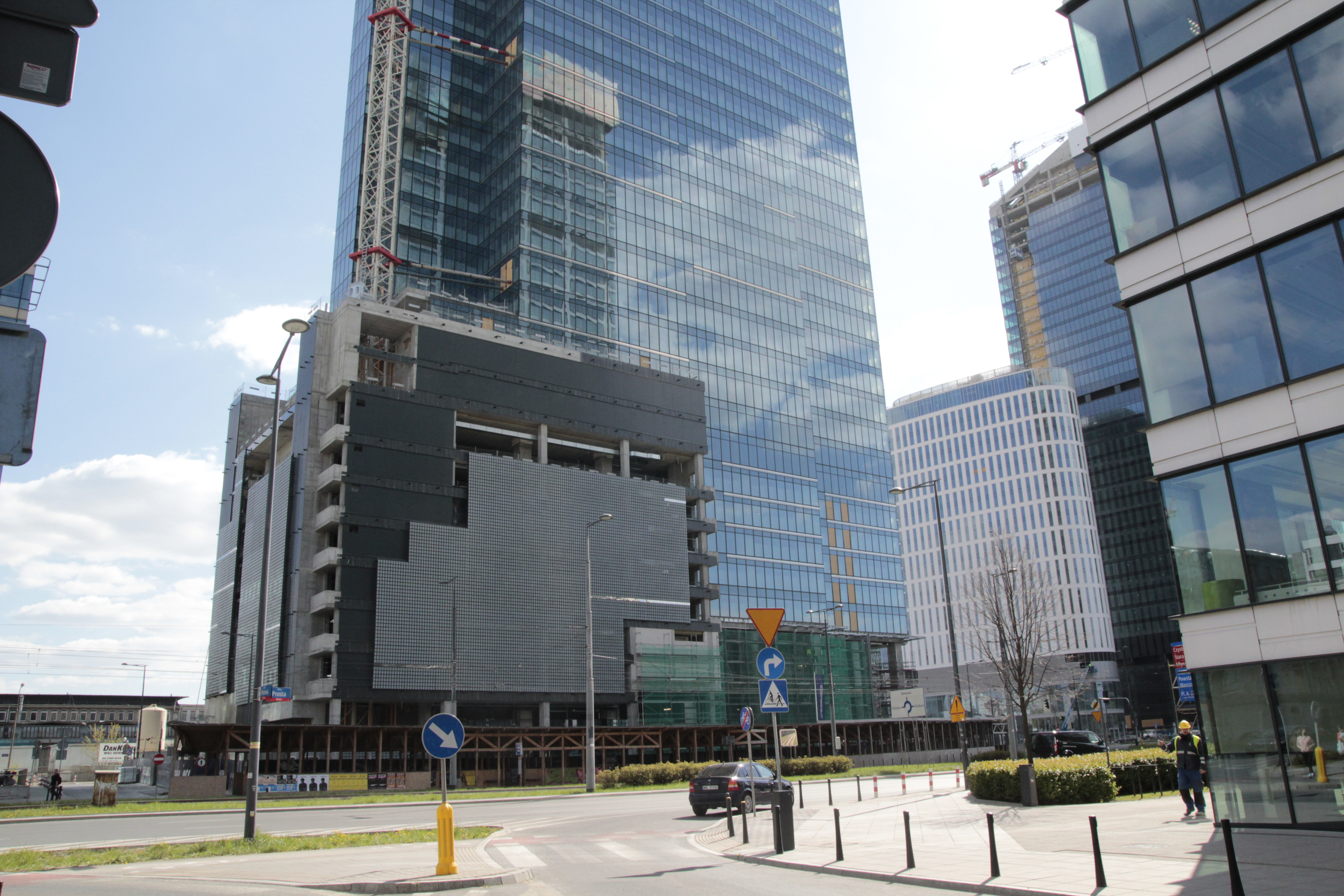
Warsaw Unit во время строительства в 2020 году

Сооружение имеет 46 этажей. Его высота от основания до крыши составляет 180 метров, а его общая высота, включая техническое оборудование на крыше, составляет 202 метра. Небоскрёб является одним из самых высоких зданий в Варшаве и Польше.
Площадь здания составляет 59 000 м², включая офисные помещения площадью 57 000 м² и 300 м² коммерческих и служебных помещений. В здании 14 лифтов и 456 парковочных мест.
Часть фасада дома была покрыта кинетическим фасадом «кожа дракона», состоящим из тысяч подвижных пластин, которые движутся на ветру, образуя уникальные изображения на стенах здания. Это первый случай использования подобного фасада в архитектуре в Польше. На последнем этаже расположена терраса, окружённая стеклянными стенами.

## История
Строительство здания финансировалось Ghelamco Group, а его проект был разработан архитектурным бюро Projekt Polsko-Belgijska Pracownia Architektury. 
Здание построено на небольшом участке земли, на котором ранее располагался исторический доходный дом, расположенный по адресу: улица Паньска, 112, недалеко от кольцевой развязки Дашиньского между улицами Проста, Паньска и Вроня. 
Строительство небоскрёба началось в апреле 2017 года и было завершено в марте 2021 года.
В ноябре 2024 года здание было продано Eastnine.